# خوان سارا
خوان سارا (بالإسبانية: Juan Manuel Sara)‏ (13 أكتوبر 1976 ببوينس آيرس في الأرجنتين - ) هو لاعب كرة قدم أرجنتيني في مركز الهجوم. لعب مع سيرو بورتينيو وفيرو كاريل أويستي وكوفنتري سيتي ونادي أتليتيكو ريفير بليت بورتو ريكو ونادي دندي ونادي ريجيانا 1919 ونادي ريجينا ونادي شيلبورن ونادي فادوتس ونويفا شيكاجو وهوراكان ونادي كوريكامينوس ‏ وLobos BUAP ‏ ونادي لوكارنو وألميرانتيه براون دي أريسيفيس وLucena CF ‏ وASD Città di Gallipoli ‏.

## وصلات خارجية
- خوان سارا على موقع قاعدة بيانات كرة القدم.إي يو (الإنجليزية)
- خوان سارا على موقع Soccerbase.com (لاعب) (الإنجليزية)
- خوان سارا على موقع عالم كرة القدم.نت (الإنجليزية)